# Ronald Fraser
Arthur Ronald Fraser, född 1888, död 1974, var en brittisk ämbetsman och författare.
Ronald Fraser deltog i första världskriget och inträdde 1917 i handelsavdelningen av Foreign Office och innehade sedan en rad viktiga uppdrag som ekonomisk och kommersiell förhandlare i olika länder. Från 1945 var han resident director i Suez Canal Company. Fraser utgav ett stort antal arbeten, präglade av vidsträckta kunskaper, intelligens och humor, såsom The Flying Draper (1924), The Vista (1928), Rose Anstey (1930), Marriage in Heaven (1932), Tropical Waters (1933), The Ninth of July (1934), Surprising Results (1935), A House in the Park (1937), Miss Lucifer (1939), Financial Times (1942) och The Fiery Gate (1943).